# رينشان
صدر الدين شاه، المعروف أيضا باسم رينشان شاه، أول حاكم مسلم لكشمير.
حكم كشمير من 1320 إلى 1323، وكان له دور أساسي في نشر وترسيخ الإسلام في كشمير. وهو معروف بنسخ مختلفة من أسمائه: رينشانا، ريشان، رينشان شاه ، رينشان مالك ، مالك رينتشان.
كان رينشان، واسمه الكامل لاشان غوالبو رينشانا، أمير بوذي من لداخ، وابن زعيم لداخ، لاشان نجوس-جربا، الذي حكم لداخ من 1290 إلى 1320.